# 大西広樹
大西 広樹（おおにし ひろき、1997年11月8日 - ）は、奈良県香芝市出身のプロ野球選手（投手）。右投右打。東京ヤクルトスワローズ所属。

## 経歴

### プロ入り前
小学校から軟式野球を始める。
大阪商業大学高等学校では2年秋からエースとなるが、甲子園大会出場はなかった。大学に進学することを決め、「絶対プロの世界にいきたい」と語った。
大阪商業大学に進学し、1年から公式戦に出場する。関西六大学野球連盟の大学時代のリーグ通算成績は27勝2敗で、ベストナインを2度受賞し、最優秀投手を3度獲得した。大阪商業大学時代の2学年先輩には日下部光、同期には、橋本侑樹、小野寺暖がいる。
2019年度新人選手選択会議で、東京ヤクルトスワローズから4位指名を受け、11月26日に契約金4700万円、年俸720万円で仮契約を結んだ。背番号は44。

### ヤクルト時代
2020年は開幕を一軍で迎える。6月21日の対中日ドラゴンズ戦（明治神宮野球場）では2番手としてプロ初登板し、1回無失点だった。8月5日の対広島カープ戦（神宮）で初先発し、5回2失点だった。5試合の登板で1敗、防御率5.00だった。
2021年は5月27日に一軍登録される。6月1日の対東北楽天ゴールデンイーグルス戦（明治神宮野球場）で3番手として登板。無失点で抑え直後に味方が逆転し、プロ初勝利を挙げた。最終的に33試合に登板し、3勝0敗7ホールド、防御率2.82を記録。オフに、620万円増となる推定年俸1400万円で契約を更改した。
2022年は開幕を一軍で迎えるが、7月にチーム内で新型コロナウィルスの陽性者が続出し、大西も7月10日に陽性が判明し一時離脱。この影響で、シーズン終盤は体力にも影響があったが、43試合に登板し、防御率4.45の成績を残した。
2024年は60試合に登板し防御率1.34、9勝し、リリーフ陣を支えた。
2025年はオールスターに監督選抜で選ばれていた石山泰稚が故障で辞退したため補充選手として、2年連続で選ばれた。チームで唯一のオールスター出場選手となった。

## 選手としての特徴
直球の最速は152km/h。変化球はフォーク、シュート、スライダー、カットボール、シンカーを投じる。大学時代、ランディ・メッセンジャーから絶賛されたことがある。

## 詳細情報

### 年度別投手成績
| 年 度     | 球 団     | 登 板 | 先 発 | 完 投 | 完 封 | 無 四 球 | 勝 利 | 敗 戦 | セ 丨 ブ | ホ 丨 ル ド | 勝 率 | 打 者 | 投 球 回 | 被 安 打 | 被 本 塁 打 | 与 四 球 | 敬 遠 | 与 死 球 | 奪 三 振 | 暴 投 | ボ 丨 ク | 失 点 | 自 責 点 | 防 御 率 | W H I P |
| --------- | --------- | ----- | ----- | ----- | ----- | -------- | ----- | ----- | -------- | ----------- | ----- | ----- | -------- | -------- | ----------- | -------- | ----- | -------- | -------- | ----- | -------- | ----- | -------- | -------- | ------- |
| 2020      | ヤクルト  | 5     | 1     | 0     | 0     | 0        | 0     | 1     | 0        | 0           | .000  | 44    | 9.0      | 14       | 1           | 5        | 0     | 0        | 6        | 0     | 0        | 5     | 5        | 5.00     | 2.11    |
| 2021      | ヤクルト  | 33    | 0     | 0     | 0     | 0        | 3     | 0     | 0        | 7           | 1.000 | 159   | 38.1     | 36       | 4           | 12       | 1     | 2        | 24       | 3     | 0        | 12    | 12       | 2.82     | 1.25    |
| 2022      | ヤクルト  | 43    | 1     | 0     | 0     | 0        | 3     | 2     | 0        | 3           | .600  | 260   | 58.2     | 74       | 8           | 15       | 4     | 2        | 42       | 1     | 0        | 34    | 29       | 4.45     | 1.52    |
| 2023      | ヤクルト  | 46    | 0     | 0     | 0     | 0        | 2     | 2     | 0        | 6           | .500  | 226   | 55.0     | 53       | 3           | 12       | 3     | 3        | 35       | 2     | 0        | 23    | 22       | 3.60     | 1.18    |
| 2024      | ヤクルト  | 60    | 0     | 0     | 0     | 0        | 9     | 1     | 1        | 23          | .900  | 235   | 60.1     | 53       | 3           | 12       | 3     | 2        | 31       | 2     | 0        | 12    | 9        | 1.34     | 1.08    |
| 通算：5年 | 通算：5年 | 187   | 2     | 0     | 0     | 0        | 17    | 6     | 1        | 39          | .739  | 924   | 221.1    | 230      | 19          | 56       | 11    | 9        | 138      | 8     | 0        | 86    | 77       | 3.13     | 1.29    |

- 2024年度シーズン終了時
- 各年度の太字はリーグ最多

### 年度別守備成績
| 年 度 | 球 団    | 投手  | 投手  | 投手  | 投手  | 投手  | 投手     |
| 年 度 | 球 団    | 試 合 | 刺 殺 | 補 殺 | 失 策 | 併 殺 | 守 備 率 |
| ----- | -------- | ----- | ----- | ----- | ----- | ----- | -------- |
| 2020  | ヤクルト | 5     | 1     | 3     | 0     | 1     | 1.000    |
| 2021  | ヤクルト | 33    | 1     | 12    | 0     | 0     | 1.000    |
| 2022  | ヤクルト | 43    | 5     | 8     | 1     | 1     | .929     |
| 2023  | ヤクルト | 46    | 0     | 7     | 0     | 0     | 1.000    |
| 2024  | ヤクルト | 60    | 1     | 12    | 1     | 2     | .929     |
| 通算  | 通算     | 187   | 8     | 42    | 2     | 4     | .962     |

- 2024年度シーズン終了時

### 記録
初記録
投手記録
- 初登板：2020年6月21日、対中日ドラゴンズ3回戦（明治神宮野球場）、8回表に2番手で救援登板、1回無失点
- 初先発登板：2020年8月5日、対広島東洋カープ7回戦（明治神宮野球場）、5回2失点で敗戦投手
- 初奪三振：同上、3回表に磯村嘉孝から見逃し三振
- 初勝利：2021年6月1日、対東北楽天ゴールデンイーグルス1回戦（明治神宮野球場）、6回表に3番手で救援登板、2回無失点
- 初ホールド：2021年6月10日、対千葉ロッテマリーンズ3回戦（ZOZOマリンスタジアム）、6回裏に2番手で救援登板、1回無失点
- 初セーブ：2024年7月20日、対横浜DeNAベイスターズ16回戦（明治神宮野球場）、9回表に6番手で救援登板・完了、1回無失点[18]

打撃記録
- 初打席：2020年8月5日、対広島東洋カープ7回戦（明治神宮野球場）、2回裏に野村祐輔から空振り三振

その他の記録
- オールスターゲーム出場：2回（2024年、2025年）

### 背番号
- 44（2020年 - ）

### 登場曲
- 「オレガヤレバ」寿君（2020年 - 2021年）
- 「闘う貴方へ」Express（2021年 - ）